# Rühen
Rühen település Németországban, azon belül Alsó-Szászország tartományban. Lakosainak száma 6084 fő (2023. december 31.). Rühen Tiddische, Parsau, Giebel, Oebisfelde-Weferlingen, Grafhorst, Danndorf és Wolfsburg községekkel határos.

## Népesség
A település népességének változása:
| Lakosok száma | 5479 | 5587 | 3976 | 5725 | 5993 | 6071 | 6084 |
|               | 2016 | 2017 | 2018 | 2019 | 2021 | 2022 | 2023 |